# Xipiu de Cabanis
El xipiu de Cabanis (Microspingus cabanisi) és un ocell de la família dels tràupids (Thraupidae).

## Hàbitat i distribució
Habita zones arbustives i boscos de les terres baixes del sud-est del Brasil des del sud de São Paulo, cap al sud, fins Rio Grande do Sul, Paraguai, Uruguai i nord-est de l'Argentina en Misiones, Entre Ríos i nord de Buenos Aires.